# Sven Lang
Sven Lang (* 4. Juni 1962) ist ein deutscher Leichtathletiktrainer.
Sven Lang war in seiner Jugendzeit vor allem im Zehnkampf aktiv. Bis 1989 studierte er Sportwissenschaften an der Deutschen Hochschule für Körperkultur in Leipzig. Schon während seines Studiums war er als Trainer an den Leichtathletik-Trainingszentren in Thum und Großolbersdorf tätig.
1990 war er Mitgründer des LV 90 Thum, welcher heute unter den Namen LV 90 Erzgebirge bekannt ist. Später wurde er Landestrainer in Sachsen. Mit der Spezialisierung der einzelnen Leichtathletik-Landestrainer wandte er sich dem Wurfbereich zu.
2009 wurde Sven Lang zum Kadertrainer für den weiblichen Nachwuchs berufen. Im Jahr 2012 wurde er Bundestrainer für den A-Kader der Männer im Kugelstoßen.
Sven Lang trainierte bis 2017 den für den SC DHfK Leipzig antretenden Kugelstoßer David Storl. Zu seinen aktuellen Top-Athleten gehören die für den LV 90 Erzgebirge antretende Kugelstoßerin Christina Schwanitz sowie der für den SC Neubrandenburg startende Kugelstoßer Patrick Müller. Er hat zudem die Kugelstoßerin Sophie Kleeberg trainiert, welche auch für den LV 90 Thum bzw. LV 90 Erzgebirge aktiv war.